# Энвери
Энвери (осман. انوری‎) — османский поэт и историк XV века. Автор стихотворной хроники — эпической поэмы «Дюстур-наме» («Дустурнаме», осман. دستور نامه‎) на османском языке. О его личной жизни известно немногое.
В 1462 году Энвери принял участие в валашской кампании султана Мехмеда II, в походе против господаря Влада Цепеша. В том же году Энвери написал поэму «Теферрюдж-наме» (осман. تفرج نامه‎), в которой описал османский поход в Валахию. Энвери посвятил свою поэму «Дюстур-наме» великому визирю Махмуд-паше, который возглавлял сухопутную армию в этом походе.

## Дюстур-наме
Поэма «Дюстур-наме» завершена в период правления Мехмеда II, в месяце зильхидже 869/августе 1465 года и является одной из древнейших турецких хроник и наиболее ранних произведений османской историографии. Представляет собой маснави. Состоит из 3730 бейтов (двустиший). Условно хроника делится на три части: первая (главы I—XVII) — сведения по всемирной истории (в основном это переложение на османский язык персидской хроники Бейзави «Низам ат-теварих», завершённой в 1275 году), вторая (глава XVIII в 1707 бейтов) является сказанием о героических деяниях айдынских беев в первой половине XIV века и третья (главы XIX—XXII в 842 бейтов) — история Османской империи до 1464 года.
Наиболее известна вторая часть поэмы. В этой части описан в частности крестовый поход на Смирну.
Источником для главы XVIII — эпического повествования о морских походах Умура Айдыноглу является сочинение середины XIV века, составителем которого является эмир Хадже Сельман, построивший флот Умура.
Хроника известна в двух списках. Список конца XV века, хранящийся в Париже, почти полностью был издан в 1928 году в Стамбуле на турецком языке историком Мюкримин Халилем (Mükrimin Halil, 1898—1961).
Глава XVIII хроники издана в 1954 году в транскрипции с французским переводом Ирен Меликовой-Сайар.
В 1930 году Мюкримин Халиль опубликовал первый исторический комментарий к хронике.
Издание Ирен Меликовой-Сайар использовал известный французский византинист Поля Лемерля для своего исследования, опубликованного в 1957 году, в котором сопоставил сведения Энвери с источниками византийского и западноевропейского происхождения.